# Саксаганское водохранилище
Саксаганское водохранилище (до 2016 г. — Дзержинское) — водохранилище на реке Саксагань, в черте города Кривой Рог.
Водохранилище входит совместно с Макортовским и Крэсовским в каскад Саксаганских водохранилищ.

## Характеристика
Водоём расположен в центральной части Кривого Рога, в Саксаганском районе. Водохранилище находится в нижнем течении реки Саксагань, нижнее в Саксаганском каскаде водохранилищ, расположено в большой меандре Галковский Кут. Построено в 1952 году. Площадь водохранилища составляет 1,5 км², полный объём 2,6 млн м³. Площадь водозабора водохранилища 199,8 км², среднегодовой сток — 61,8 млн м³. Вода может использоваться только в технических целях.
Юго-восточная часть меандры пересыпана насыпью и, с 1953 года, использовалась как хвостохранилище бывшего рудоуправления им. Ф. Э. Дзержинского. Сейчас по этой плотине проложена линия метро между станциями Мудрёная и Вечерний бульвар.
Плотина водохранилища построена в 1957 году для наполнения водой Саксаганского деривационного тоннеля. В районе остановки «Шахта Артём-1» русло реки, которое в природном устье направлялось в сторону Карнаватки было перекрыто и пересыпано земляной плотиной, по которой организовано движение одной из автомагистралей на участке от площади 95 квартала до площади Владимира Великого.
К началу строительства второго деривационного туннеля в 1971 году, Саксагань, выходя из меандры Деконская петля (в районе шахты «Северная», бывшего РУ им. Кирова), непосредственно впадала в водохранилище. С началом строительства Деконскую петлю пересыпали плотиной, по которой сейчас проходит автодорога, и пустили реку по подземному туннелю длиной 300 м. Из туннеля речная вода впадает в водохранилище в районе остановки «Освободителей Кривого Рога» (бывш. «Шахты «Артем-1»).
На берегах расположены исторические и жилые районы им. Артёма и Мудрёная, а на полуострове, образованном меандром — Галковский Кут.